# Manuel Quintas de Almeida
Manuel Quintas de Almeida (1957 - 26 de dezembro de 2006) foi um militar e político de São Tomé e Príncipe.

## Biografia
Tenente do Exército de seu país.
Ele liderou um golpe de estado contra o democraticamente eleito governo do presidente Miguel Trovoada, em 15 de agosto de 1995. No entanto, ele abandonou o poder em 21 de agosto, como parte de um acordo.